# 千葉プール路線
千葉プール路線（ちばプールろせん）とは過去にあった高速道路の料金プール制で、関連道路プール制の一つであった。千葉県を通る千葉東金道路、京葉道路、東京湾アクアライン、東京湾アクアライン連絡道が含まれていたが、道路公団民営化に伴い、全国路線網に組み込まれた。
千葉東金道路、京葉道路で構成されていた千葉プール路線は収益が黒字であったが、東京湾アクアラインが組み込まれることとなり、大幅な赤字へと転落していた。